# Eratoneura osborni
Eratoneura osborni är en insektsart som först beskrevs av Delong 1916.  Eratoneura osborni ingår i släktet Eratoneura och familjen dvärgstritar. Inga underarter finns listade i Catalogue of Life.